# Arnold Wahnschaffe
Arnold Karl Gustav Wahnschaffe (né le 14 octobre 1865 au manoir de Rosenfelde, arrondissement de Deutsch Krone et mort le 5 février 1941 à Semmering, Styrie) est chef de la Chancellerie du Reich dans l'Empire allemand de 1909 à 1917,.

## Biographie
Arnold Wahnschaffe est le fils du propriétaire du manoir Philipp Wahnschaffe et de son épouse Hedwige von Wangenheim (de) (morte en 1867). Il étudie à l'école pédagogique de Putbus de Rügen de 1866 à 1882. Il étudie ensuite le droit à partir de 1883 à l'Université Frédéric-Guillaume de Berlin, à la Chaire de droit allemand de l'Université de Lausanne (de) et à l'Université Robert-Charles de Heidelberg. En 1884, il est nommé au Corps Saxo-Borussia Heidelberg. Il poursuit des études agricoles à l'Université Frédéric de Halle, qu'il termine en 1886 (ou 1887). Le service préparatoire suit à Schwedt/Oder, Deutsch Krone, Elbing, Berlin, Francfort-sur-l'Oder
et Dantzig jusqu'en 1892. Il passe ainsi le premier et le deuxième examen d'État pour l'administration supérieure. Wahnschaffe sert comme volontaire d'un an au sein du 2e régiment de cuirassiers à Pasewalk et Schwedt.

### Administration de l'État
Cela est suivi par un service en tant qu'évaluateur gouvernemental de 1892 à 1897 à Breslau, Bonn, Hanovre et Halle-sur-Saale. Il est administrateur de l'arrondissement de Landsberg-sur-la-Warthe (de) de 1897 à 1905. Son père meurt en 1904 et son oncle Paul Wahnschaffe en 1901. Il hérite ainsi des domaines de Rosenfelde et de Rottmannshagen, dont le domaine de Rützenfelde dans l'arrondissement de Demmin en Poméranie-Occidentale, qu'il a géré par un administrateur. En 1905, Wahnschaffe se marie avec Irma von Möllendorff (1876-1962). À partir de 1905, il est nommé au ministère prussien de l'Agriculture, où il occupe le poste de maître de conférences . Il travaille comme commissaire auprès du ministère de l'Agriculture et est membre de la commission de colonisation de Posnanie. En tant que chargé de cours, il exerce la même tâche qu'au ministère de l'Agriculture de novembre 1907 à 1909 à la Chancellerie du Reich. En 1909, en tant que sous-secrétaire, il succède au sous-secrétaire Friedrich Wilhelm von Loebell, qui devient président du district de la province de Brandebourg, à la tête de la Chancellerie du Reich.

### Politique de colonisation à l'Est
En octobre 1907, la Wahnschaffe adopte une résolution et un mémorandum au gouvernement, qui sont adoptés par le conseil d'administration principal de l'Association allemande des marches de l'Est. Ces écrits concernent une déclaration sur la demande d'une réglementation légale sur l' expropriation des propriétés polonaises. Dans son nouveau bureau, Wahnschaffe devient une figure clé (Fritz Fischer) de la politique allemande envers les Polonais. Ce faisant, il agit conformément aux idées développées par Bethmann Hollweg sur la question de la bande frontalière orientale. Après le début de la Première Guerre mondiale, le 27 août 1914, Wahnschaffe charge l'ancien consul général à Varsovie, Albrecht von Rechenberg, de préparer un mémorandum sur l'avenir de la Pologne. Dans d'autres conversations, Wahnschaffe Andrechner discute de son concept de déplacement de la population polonaise des régions de Posnanie et de Prusse-Occidentale vers la Pologne du Congrès.

### Guerre et social-démocratie
Du 16 au 18 juillet 1914, Wahnschaffe est à Hohenfinow. Durant ces jours, il y ressent les effets de la crise de juillet en présence du chancelier du Reich Theobald von Bethmann Hollweg. Lorsque la guerre est déclarée à Berlin le 1er août, Bethmann Hollweg confirme à Wahnschaffe sa détermination à mettre fin à la guerre victorieusement. Un rôle crucial dans la politique de Bethmann Hollweg est d'influencer le rôle des sociaux-démocrates dans la politique de guerre au Reichstag. Wahnschaffe a pour tâche de diriger les discussions visant à clarifier la position des sociaux-démocrates. Lors d'une conversation le 2 octobre 1914 avec le député du Reichstag Max Cohen-Reuss (de), Wahnschaffe explique l'espoir que les sociaux-démocrates devraient accepter l'existence de la monarchie. Cohen assure que les sociaux-démocrates pourraient évoluer dans cette direction, l’aile droite du parti soutenant cette position.

### Premières activités de paix et démission
Le 6 juillet 1916, Wahnschaffe est l'un des fondateurs du Comité national allemand pour une paix honorable, aux côtés du secrétaire particulier du chancelier du Reich Kurt Riezler, du chef du service de presse du ministère des Affaires étrangères Otto Hammann (de), Paul Rohrbach (1869). –1956) et le secrétaire d'État à l'Office impérial aux Colonies Wilhelm Solf (Comité Wedel). Cette association veut canaliser les tensions croissantes au sein des groupes sur l'issue de la guerre et soutenir la politique de Bethmann Hollweg ; Cependant, ces objectifs rencontrent peu de succès et la DNA est à nouveau dissoute à la fin de 1916. En 1916, Wahnschaffe écrit une lettre à l'empereur lui demandant de mettre en œuvre le mémorandum promis au-dessus du portail d'entrée du Reichstag, qui doit être dédié au peuple allemand. Le texte de cette dédicace sera basé sur plusieurs initiatives de la Wahnschaffe. Lorsque Bethmann Hollweg démissionne de son poste de chancelier, Wahnschaffe démissionne également de ses fonctions en août 1917. Entre le 11 octobre et novembre 1918, il retourne brièvement à la Chancellerie du Reich en tant que chef de la Chancellerie du Reich. Il se rend ensuite dans son domaine de Rottmanshagen pour gérer le terrain, qui s'élève à 697 hectares avec le manoir de Rottmannshagen et 471 hectares supplémentaires avec le manoir voisin de Rützenfelde. Le domaine lui-même est géré par un inspecteur principal. À Rottmannshagen, arrondissement de Demmin, il prend en 1919 la présidence de l'association de district du DNVP.
Il est enterré dans le cimetière familial de Rottmannshagen ; le lieu de sépulture est préservé

## Adhésion et postes
- Conseil d'administration de l'usine sucrière Stavenhagen dans le Mecklembourg
- Président du conseil de surveillance de la laiterie de Stavenhagen
- Commission spéciale pour la construction de la Société agricole allemande (DLG)
- Comité de l'Institut des relations extérieures (de) de Stuttgart
- Société allemande (de) (1915-1934)
- Association allemande des marques orientales (1894-1934)
- Membre honoraire du Corps Saxo-Borussia Heidelberg[4]